# BYD・e6
e6（イーシックス）は、中華人民共和国の比亜迪汽車が製造・販売する電気自動車である。

## 初代
2010年のデトロイトモーターショーに出品。電池メーカーのBYDが本格的に製造する電気自動車として注目を浴びた。30,000ドル以上という価格のため、本国での売れスジになることはないが、2011年からは深圳市のタクシーとして採用が進み、2011年1月には、北米仕様の詳細を発表。北米仕様車では、60 kWhのバッテリーと160 kWの電気モーターを使用している。また2012年には、200台以上が稼働している。最高速度140 km/h、1充電あたり最大走行距離330 km。バッテリーは、最新鋭のリン酸鉄リチウムイオン電池を約7,000本並列で接続している。

## 2代目
2021年2月に発売され、デザインなどはベースとなるBYD・宋MAXとに基本的には共通だが、ホイールベースを15mm延長し、装備を簡素化したほか、電気自動車特有のグリルレスデザインを採用している。トランスミッションは136馬力を発生できる永久磁石同期モーターが搭載されており、最高速度は130km/hとなっている。また、2022年1月には、法人・自治体向けとして日本国内でも販売が始まった。日本仕様には17インチアルミホイールが標準装備となっている。電動パワーステアリング、アンチロックブレーキシステム、電動パーキングブレーキ、ブレーキオーバーライドシステム、トラクションコントロールシステム、ヒルスタートアシストなどの快適装備も充実。また、内装ではフロントの10.1 インチ手動回転型ディスプレイ、後部座席用USBポート、合皮シートなども装備している。航続可能距離は、522kmとなっている。
2022年12月6日、インドのチェンナイ工場で生産が開始された。